# Lügenfeld
Das Lügenfeld, eigentlich Rotfeld oder Rothfeld, lateinisch campus mendacii oder campus mentius, ist eine Landschaft bei Colmar im französischen Elsass, auf dem sich im Juni 833 der innerdynastische Konflikt der Karolinger fortsetzte.
Kaiser Ludwig der Fromme und seine Söhne aus erster Ehe, Lothar, König von Italien, Pippin, König von Aquitanien, und Ludwig der Deutsche, König der Ostfranken, lagen aufgrund der Nachfolgeproblematik seit Jahren miteinander im Streit, vor allem, seit der Vater seinen 823 geborenen Sohn aus zweiter Ehe, den späteren Kaiser Karl den Kahlen, 829 zum dux Alemanniae (Herzog von Alemannien) gemacht hatte und ihm somit einen Teil des Reiches zusprach, das eigentlich an die anderen Söhne vererbt werden sollte.
Der Versuch Ludwigs des Frommen, Pippins Herrschaftsgebiet Aquitanien Karl zu überantworten, führte 833 zur erneuten Erhebung aller drei älteren Söhne – nachdem sie sich bereits 830 in der sogenannten loyalen Palastrebellion gegen den Vater und Karl erhoben hatten.
Somit standen sich die Heere der Kontrahenten Ende Juni 833 auf dem Rotfeld bei Colmar tagelang gegenüber, ohne dass es zu einer Schlacht kam. Papst Gregor IV. führte aus dem  Heerlager des Kaisers heraus Verhandlungen mit den Söhnen, denen es jedoch gleichzeitig gelang, nach und nach die Parteigänger des Kaisers auf ihre Seite zu ziehen.
Am 30. Juni 833 sah sich Ludwig der Fromme ohne Heer seinen Söhnen gegenüber und war angesichts der Übermacht gezwungen, sich zu ergeben und damit faktisch abzudanken.
Das Rotfeld bekam aufgrund des vielfachen Eidbruchs der kaiserlichen Gefolgsleute schon bald danach den neuen Namen Lügenfeld.